# Massimo Donelli
Massimo Donelli (Genova, 26 gennaio 1954) è un giornalista italiano.

## Biografia
Giornalista professionista dal 1976, ha iniziato la carriera nel 1967 lavorando nella redazione genovese della Gazzetta dello Sport. Ha lavorato nei quotidiani Il Secolo XIX, Corriere della Sera, Il Mattino, Il Giornale, La Notte e Il Sole 24 Ore e nei periodici Epoca, di cui è stato anche direttore, e Panorama.
È stato inoltre il direttore dei contenuti del portale web CiaoWeb, fin quando nel 2001 questo non è stato ceduto all'azienda Hachette-Rusconi. 
È stato iscritto alla loggia massonica P2 (tessera n. 2207).
È stato docente all'Istituto per la formazione al giornalismo e ai corsi di formazione di Publitalia e membro dell'Itma (International Television Magazines Association).
Dal 2015 collabora col sito internet "tvsvizzera.it", parte integrante di SRG SSR.

### TV Sorrisi e Canzoni
Dal 2 settembre 2002 al 9 ottobre 2006 è stato il direttore della rivista TV Sorrisi e Canzoni. Da direttore ha promosso la nascita del sito internet della testata (avvenuta l'8 maggio 2003) e ha mantenuto il primato di Sorrisi come il primo giornale televisivo italiano in termini di vendite (nonostante l'uscita nel corso del 2005 di quattro nuovi periodici televisivi a basso costo). Prima di lasciare l'incarico ha cominciato a battersi contro lo spostamento della prima serata dei programmi televisivi provocata dalla "guerra" tra Affari tuoi e Striscia la notizia. Gli è succeduto Umberto Brindani.

### Mediaset
Dal 16 ottobre 2006 è il nuovo direttore di Canale 5, subentrato a Giovanni Modina. Come direttore delle rete ammiraglia di Mediaset ha voluto riportare in onda programmi storici della rete come Ciao Darwin e La sai l'ultima? (ottenendo però cattivi risultati nel secondo caso) e affidandosi a programmi classici come La corrida, Scherzi a parte, Zelig.
Grazie alle scelte di Donelli, Canale 5 nell'autunno 2007 è riuscita a vincere (ma solo nella fascia prime time) la battaglia negli ascolti con Rai 1 dopo che quest'ultima aveva vinto per sette anni consecutivi. Nell'autunno 2008 vuole nel suo palinsesto più novità, come Fantasia, Il ballo delle debuttanti e Pomeriggio Cinque. Visto il successo di quest'ultimo, Donelli creò anche le versioni estive (A gentile richiesta nel 2010, Pomeriggio Cinque Estate nel 2011 e Pomeriggio Cinque Cronaca nel 2012) ottenendo buoni risultati: uno dei punti deboli della direzione Donelli è stato il progressivo crollo di ascolti dei programmi della domenica pomeriggio (specie quello di Domenica Cinque dal gennaio 2011 in poi).
Donelli è anche direttore del canali La5 (dal maggio 2010), Mediaset Extra (dal novembre 2010), Mediaset Italia (canale per l'estero, dal marzo 2012). Il 21 dicembre 2012 tutte le sue direzioni passano a Giancarlo Scheri, mentre Donelli assume l'incarico di direttore dell'area Sviluppo e Comunicazione Tv di Mediaset. Il 31 gennaio 2014 lascia il Biscione.

### Insegnamento
Massimo Donelli, negli ultimi anni, ha ricevuto la cattedra di "Prodotti e linguaggi dei prodotti a stampa" presso l'Università Vita e Salute San Raffaele di Milano. Inoltre insegna "Teoria e Tecniche del Linguaggio Giornalistico" presso l'Università Cattolica del Sacro Cuore di Milano e "Broadcasting Management" presso l'Università della Svizzera italiana di Lugano.